# Municipio San Benito
Das Municipio San Benito (auch: Villa José Quintín Mendoza) ist ein Verwaltungsbezirk im Departamento Cochabamba im südamerikanischen Anden-Staat Bolivien.

## Lage im Nahraum
Das Municipio San Benito ist eines von fünf Municipios der Provinz Punata. Es grenzt im Nordwesten an die Provinz Chapare, im Westen an die Provinz Germán Jordán, im Süden und Südosten an das Municipio Punata und im Nordosten an die Provinz Tiraque.
Der zentrale Ort des Municipios ist San Benito mit 4221 Einwohnern im zentralen Teil des Municipios. (Volkszählung 2012)

## Geographie
Das Municipio San Benito liegt im Übergangsbereich zwischen dem bolivianischen Altiplano im Westen und dem bolivianischen Tiefland im Osten.
Die mittlere Durchschnittstemperatur der Region liegt bei knapp 18 °C (siehe Klimadiagramm Cochabamba) und schwankt nur unwesentlich zwischen 14 °C im Juni und Juli und 20 °C im November. Der Jahresniederschlag beträgt etwa 450 mm, bei einer ausgeprägten Trockenzeit von Mai bis September mit Monatsniederschlägen unter 10 mm und einer Feuchtezeit von Dezember bis Februar mit 90 bis 110 mm Monatsniederschlag.

## Bevölkerung
Die Einwohnerzahl ist zwischen 1992 und 2024 nur unwesentlich angestiegen:
| Jahr | Einwohner | Quelle       |
| ---- | --------- | ------------ |
| 1992 | 12.156    | Volkszählung |
| 2001 | 12.720    | Volkszählung |
| 2012 | 13.562    | Volkszählung |
| 2024 | 12.924    | Volkszählung |

Die Bevölkerungsdichte des Municipios bei der letzten Volkszählung von 2024 betrug 97,9 Einwohner/km², der Anteil der städtischen Bevölkerung betrug 61,3 Prozent. Die Lebenserwartung der Neugeborenen lag im Jahr 2001 bei 62,0 Jahren.
Der Alphabetisierungsgrad bei den über 19-Jährigen beträgt 77,1 Prozent, und zwar 89,9 Prozent bei Männern und 67,4 Prozent bei Frauen (2001).

## Politik
Ergebnis der Regionalwahlen (concejales del municipio) vom 4. April 2010:
| Wahl- berechtigte |  | Wahl- beteiligung | gültige Stimmen |  | ARI    | MAS-IPSP | UN-CP  | MSM    |
| ----------------- |  | ----------------- | --------------- |  | ------ | -------- | ------ | ------ |
| 7.591             |  | 6.741             | 5.480           |  | 1.720  | 1.528    | 1.477  | 755    |
|                   |  | 88,8 %            | 81,3 %          |  | 31,4 % | 27,9 %   | 27,0 % | 13,8 % |

Ergebnis der Regionalwahlen (elecciones de autoridades políticas) vom 7. März 2021:
| Wahl- berechtigte |  | Wahl- beteiligung | gültige Stimmen |  | MAS-IPSP | SÚMATE  | MTS    | PAN-BOL | SOMOS  | C-A    |
| ----------------- |  | ----------------- | --------------- |  | -------- | ------- | ------ | ------- | ------ | ------ |
| 9.753             |  | 8.368             | 7.320           |  | 5.105    | 1.075   | 358    | 270     | 150    | 137    |
|                   |  | 85,80 %           | 87,48 %         |  | 69,74 %  | 14,69 % | 4,89 % | 3,69 %  | 2,05 % | 1,87 % |

## Gliederung
Das Municipio San Benito untergliederte sich bei der letzten Volkszählung von 2012 in die folgenden drei Kantone (cantones):
- 03-1403-01 Kanton San Benito – 22 Ortschaften – 6.042 Einwohner
- 03-1403-02 Kanton Huaricaya – 8 Ortschaften – 1.873 Einwohner
- 03-1403-03 Kanton Sunchu Pampa – 7 Ortschaften – 5.647 Einwohner

## Ortschaften im Municipio San Benito
- Kanton San Benito
  - San Benito 4221 Einw.

- Kanton Huaricaya
  - San Lorenzo 989 Einw.

- Kanton Sunchu Pampa
  - Paracaya 4161 Einw. – San Benito (Sunchu Pampa) 4089 Einw. – Sunchu Pampa 503 Einw.